# Księstwo Luksemburga
Księstwo Luksemburga (luks. Herzogtum Lëtzebuerg) – historyczne państwo, istniejące w Europie Zachodniej w latach 1353–1795, poprzednik obecnego Wielkiego Księstwa Luksemburga.
Powstało w 1354 z przekształcenia Hrabstwa Luksemburga w księstwo po przyjęciu przez hrabiego Wacława I Luksemburskiego tytułu księcia. Początkowo pozostawało we władaniu książąt z rodzimej dynastii Luksemburgów, w kolejnych stuleciach znajdowało się pod panowaniem obcych dworów. W 1444 przeszło pod panowanie francuskiej dynastii burgundzkiej i weszło w skład tzw. Niderlandów Burgundzkich. Od 1477 we władaniu Habsburgów, od 1556 w rękach hiszpańskiej linii rodu, jako część Niderlandów Hiszpańskich. W okresie rządów hiszpańskich, na mocy pokoju pirenejskiego, kończącego wojnę francusko-hiszpańską, od Luksemburga odłączono południowe ziemie (łącznie ok. 1,060 km²) z miastami Thionville, Damvillers, Marville i Montmédy i włączono do Francji (tzw. I rozbiór Luksemburga). Wskutek wojny o sukcesję hiszpańską w 1714 przeszło do Austrii, współtworząc z dużą częścią dzisiejszej Belgii Niderlandy Austriackie. Zarazem przez cały okres istnienia pozostawało częścią Świętego Cesarstwa Rzymskiego.

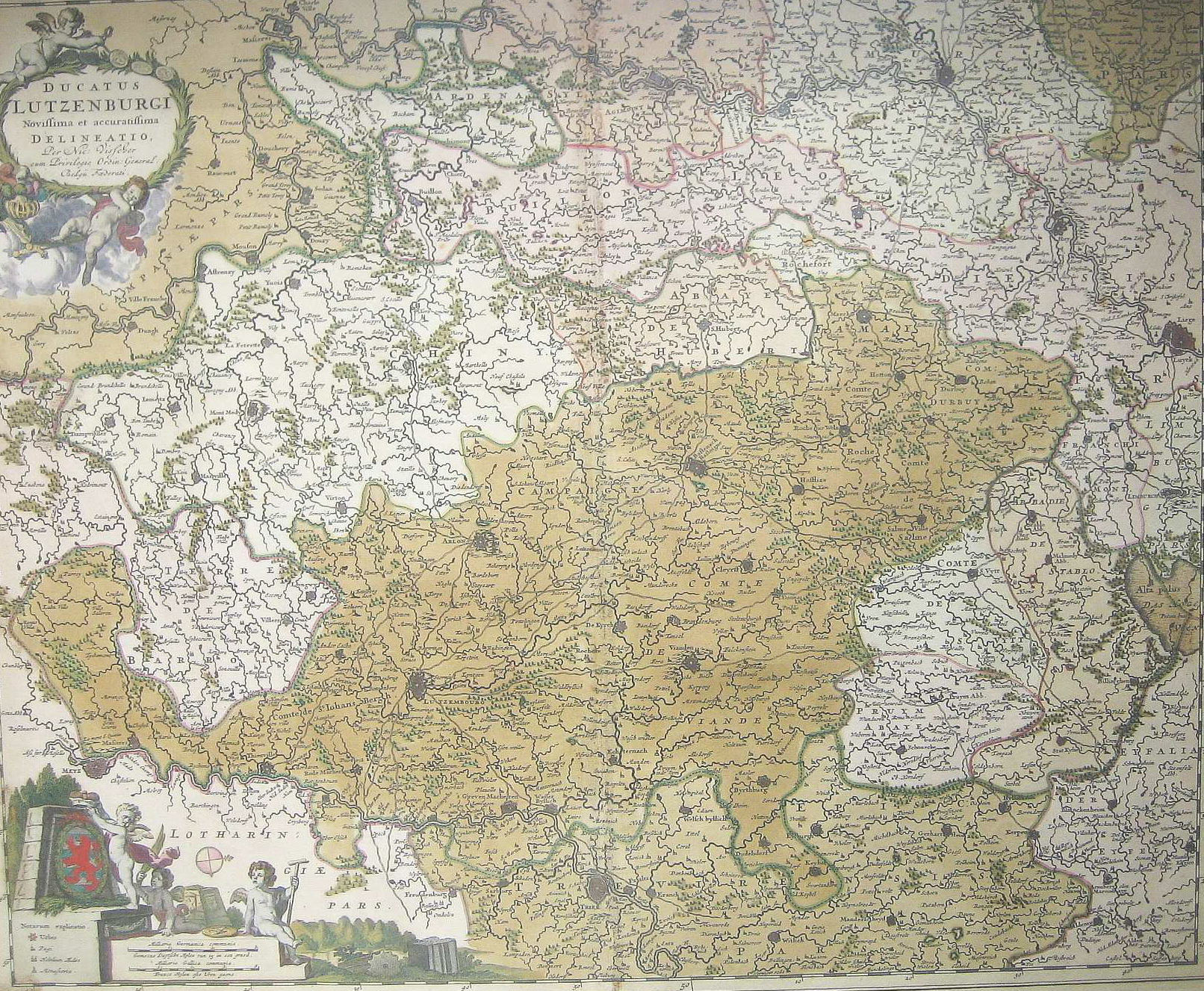
Mapa Luksemburga z II połowy XVII wieku

W 1795 zostało podbite i przyłączone do Francji, by zostać odtworzonym jako Wielkie Księstwo Luksemburga w unii personalnej z Królestwem Zjednoczonych Niderlandów po porażce Napoleona w 1815, jednakże w okrojonym kształcie wskutek przyznania wschodnich terytoriów luksemburskich z miastami Bitburg, Dudeldorf, Neuerburg, Sankt Vith, Schleiden i Waxweiler Prusom (tzw. II rozbiór Luksemburga).